# Giuseppe Pamphilj (bispo de Kotor)
Giuseppe Pamphilj ou Giacomo Pamphilj (1580–1622) foi um prelado católico romano que serviu como bispo de Kotor (1620–1622).

## Biografia
Giuseppe Pamphilj nasceu em 1580. No dia 15 de junho de 1620, foi nomeado Bispo de Kotor durante o papado dePaulo V, onde serviu como bispo até à sua morte em 1622.